# Псевдорогнерия
Псевдорогнерия (лат. Pseudoroegneria) — род травянистых растений семейства Злаки (Poaceae), распространённый в Северном полушарии преимущественно в каменистых местообитаниях.

## Название
Название происходит от др.-греч. ψεύδω, pseudo — ложный и от рода Roegneria K.Koch (1848) [= Elymus L.], названного К. Г. Э. Кохом в честь своего ассистента, немецкого садовника в Тифлисе и Ялте (нем. Heinrich Andreas Rögner, 1807—1874).

## Ботаническое описание
Многолетние травянистые растения, образующие дерновины без ползучих подземных побегов, реже с немногими короткими ползучими подземными побегами. Стебли обычно прямостоячие, реже распростёртые или коленчатые, 30—100 см длиной. Листья плоские или вдоль свёрнутые. Язычки перепончатые.
Колосья прямые, неломкие. Колоски по 1 в узле, с 3—9 цветками, (8) 12—25 мм длиной. Колосковые чешуи ланцетные, с (3) 4—5 (7) жилками, острые или туповатые. Нижние цветковые чешуи линейно-ланцетные, обычно с 5 жилками, голые, с длинными отогнутыми остями или без остей; их каллус обычно тупотреугольный. Пыльники 4—8 мм длиной. Хромосомы крупные; x=7.

## Виды
Род включает 16 видов:
- Pseudoroegneria cognata (Hack.) Á.Löve
- Pseudoroegneria dshinalica (Sablina) Á.Löve [=Elytrigia dshinalica Sablina — Пырей джинальский]
- Pseudoroegneria geniculata (Trin.) Á.Löve [=Elytrigia geniculata (Trin.) Nevski — Пырей коленчатый]
- Pseudoroegneria gracillima (Nevski) Á.Löve [=Elytrigia gracillima (Nevski) Nevski — Пырей стройный]
- Pseudoroegneria heidemaniae (Tzvelev) Á.Löve
- Pseudoroegneria kosaninii (Nábelek) Á.Löve
- Pseudoroegneria libanotica (Hack.) D.R.Dewey
- Pseudoroegneria marginata (H.Lindb.) V.Lucía, M.M.Mart.Ort., E.Rico & K.Anamth.-Jon.
- Pseudoroegneria reflexiaristata (Nevski) A.N.Lavrenko [=Elytrigia reflexiaristata (Nevski) Nevski — Пырей отогнутоостый]
- Pseudoroegneria setulifera (Nevski) Á.Löve
- Pseudoroegneria sosnowskyi (Hack.) Á.Löve
- Pseudoroegneria spicata (Pursh) Á.Löve [=Agropyron spicatum (Pursh) Scribn. & J.G.Sm. — Житняк колосистый]
- Pseudoroegneria stewartii (Melderis) Á.Löve
- Pseudoroegneria stipifolia (Trautv.) Á.Löve [=Elytrigia stipifolia (Trautv.) Nevski — Пырей ковылелистный]
- Pseudoroegneria strigosa (Schult.) Á.Löve [=Elytrigia strigosa (Schult.) Nevski — Пырей щетинистый]
- Pseudoroegneria tauri (Boiss. & Balansa) Á.Löve